# توم شارب (روائي)
توم شارب (بالإنجليزية: Tom Sharpe)‏‏ (30 مارس 1928 في هولوواي - 6 يونيو 2013 ) كاتب، وكاتب سيناريو، وروائي، ومدرس، ومصور من المملكة المتحدة.

## روابط خارجية
- توم شارب على موقع IMDb (الإنجليزية)
- توم شارب على موقع مونزينجر (الألمانية)
- توم شارب على موقع أول موفي (الإنجليزية)
- توم شارب على موقع ديسكوغز (الإنجليزية)
- توم شارب على موقع قاعدة بيانات الفيلم (الإنجليزية)